# Lido Scarpetti
Lido Scarpetti (Arezzo, 12 settembre 1954) è un politico italiano ex deputato e eletto senatore nelle file del Partito Democratico. Dal 1992 al 2002 è stato sindaco del comune di Pistoia.

## Biografia
Esponente del Partito Democratico della Sinistra, nel 1992 viene eletto sindaco del comune di Pistoia restando in carica fino al 2002.
Alle elezioni politiche del 2006 viene eletto senatore per i Democratici di Sinistra. Nel 2007 aderisce al PD. Al termine anticipato della legislatura, nel 2008, viene candidato ed eletto alla Camera con il PD. Termina il suo mandato parlamentare nel 2013.

### Attività parlamentare
Nel 2006 è stato tra i firmatari del mai approvato disegno di legge di iniziativa parlamentare in tema di sostanze tossiche e nocive teso a tutelare i lavoratori esposti all'amianto e i loro familiari.
Il 29 luglio 2006 ha votato a favore dell'approvazione dell'indulto
Il 7 novembre 2007 ha votato contro l'emendamento, sostenuto dal Governo Prodi e finalizzato alla cancellazione dell'esenzione dall'Imposta comunale sugli immobili (ICI) sugli immobili ad uso commerciale di proprietà di confessioni religiose riconosciute, introdotto dal decreto-legge 30 settembre 2005, n. 203 promosso dal Governo Berlusconi e convertito con legge 2 dicembre 2005 n.248.